# Corynophora
Corynophora is een geslacht van vlinders van de familie grasmotten (Crambidae).

## Soorten
- C. argentifascia (Hampson, 1919)
- C. lativittalis (Walker, 1863)
- C. torrentellus (Meyrick, 1879)